# Residuos sólidos urbanos en Perú

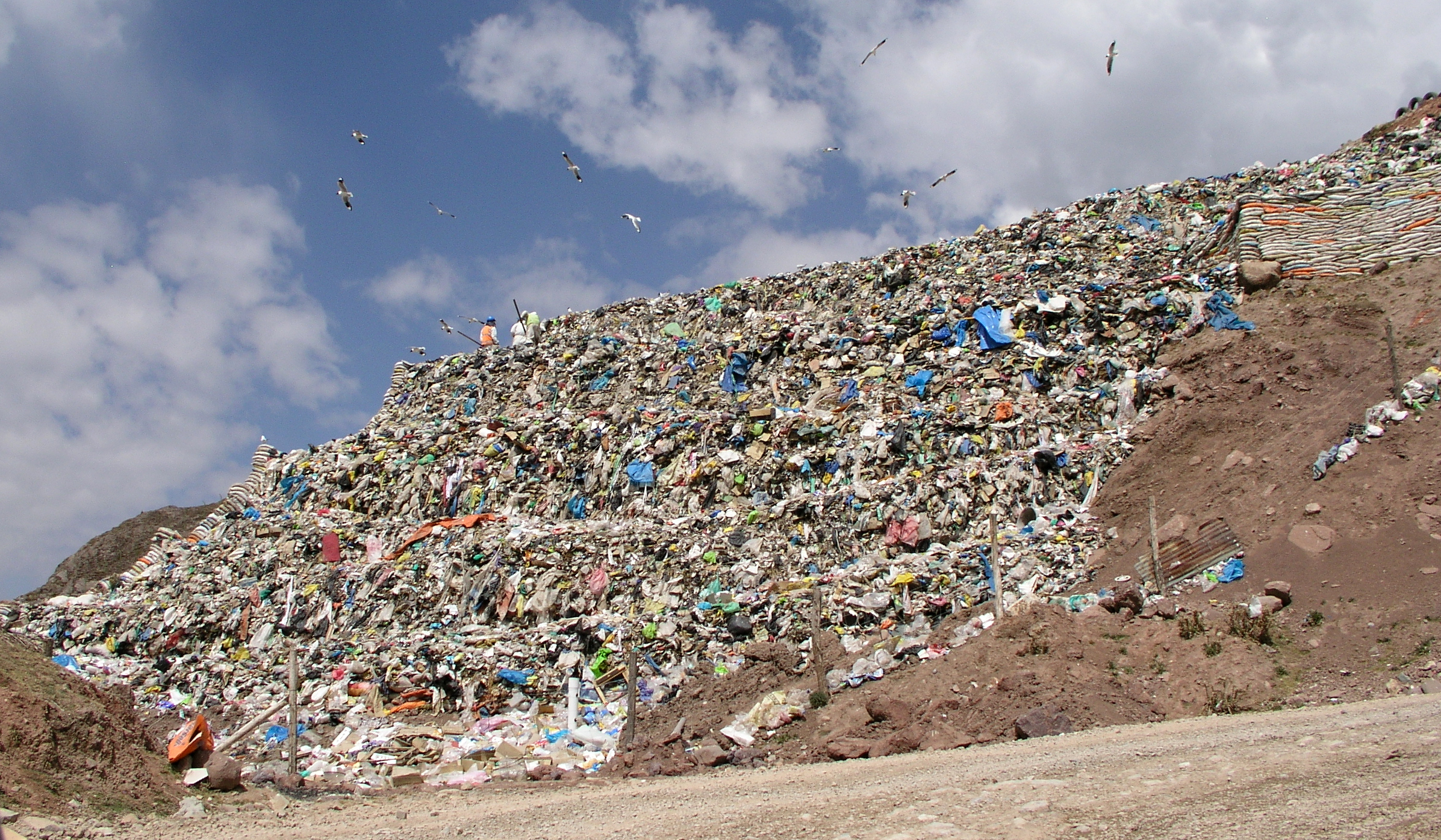
Botadero de basura en Huayllay, Pasco

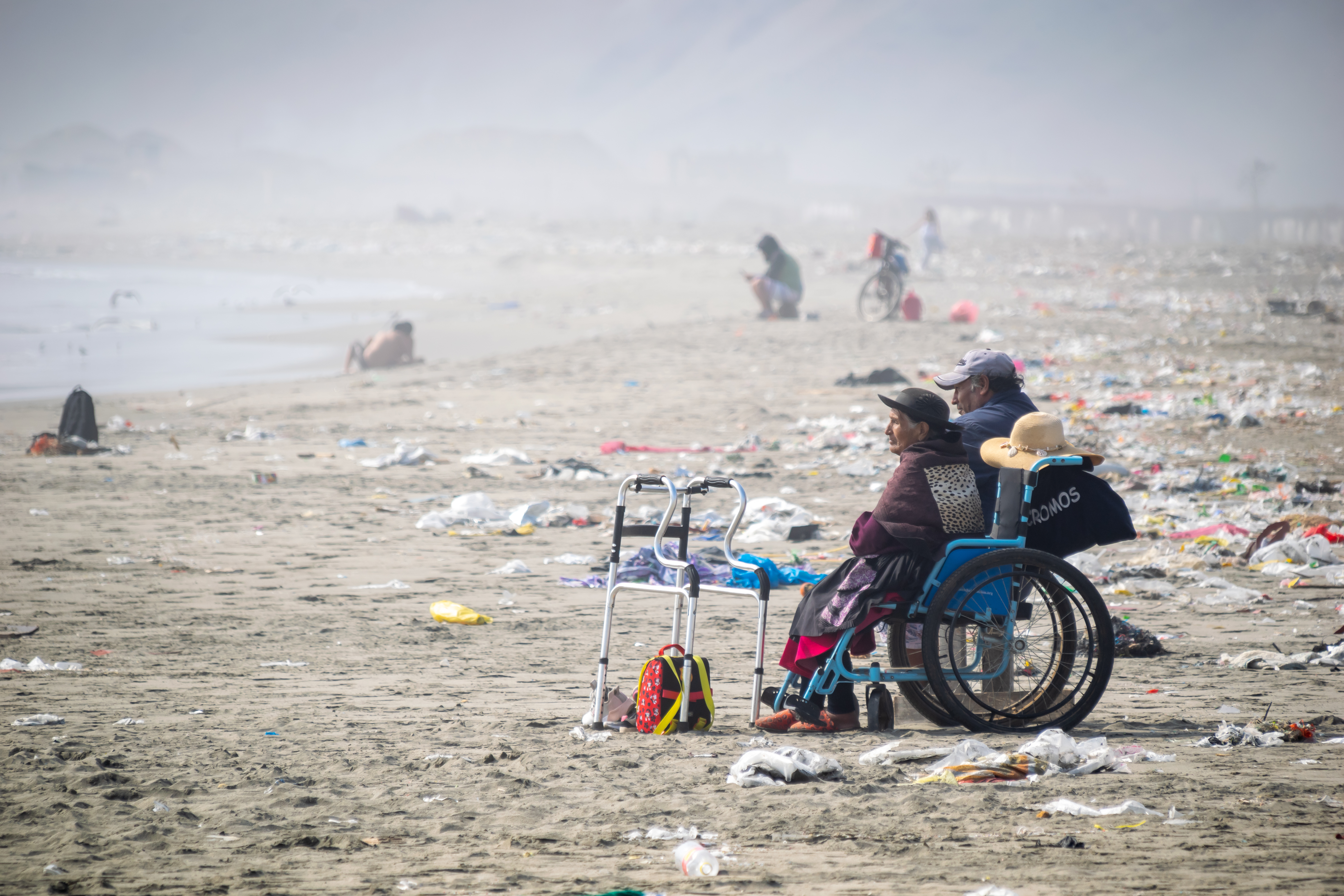
Contaminación de residuos sólidos en playa Costa Azul en el distrito de Ventanilla (Callao)

Los residuos sólidos urbanos en Perú son el total de residuos, desperdicios o basura que se generan en las zonas urbanas del país. De acuerdo a cifras de 2023, en el Perú se generan 8 455 615 toneladas de residuos sólidos al año. De este total, que equivalen a 23 166 toneladas por día, 61.75% tiene como destino final los rellenos sanitarios y plantas de reciclaje, mientras que el resto termina en los llamados botaderos (o vertederos) de basura.
Los gobiernos locales (municipalidades provinciales y distritales) son las responsables del servicio de recolección, transporte y disposición final segura en su jurisdicción. La gestión de residuos sólidos puede estar administrada y ser brindada directamente por la municipalidad o por una empresa prestadora de servicio de residuos sólidos.

## Legislación y regulación
La ley n.º 27314, Ley general de residuos sólidos, publicada en el Diario Oficial El Peruano el 21 de julio de 2000 fue la primera norma relacionada con la gestión de residuos sólidos urbanos en Perú. En esta ley se clasificaban a los residuos sólidos como: residuos domiciliarios, comerciales, de limpieza de espacios públicos, de los establecimientos de atención de salud, industriales, de las actividades de construcción, agropecuarios, de instalaciones o actividades especiales.
La ley n.° 27314 fue derogada en 2017 a través de la entrada en vigencia de la Ley de gestión integral de residuos sólidos (D.L. 1278).
El Ministerio del Ambiente (MINAM) es la entidad encargada de regular la gestión y manejo de los residuos sólidos en el país.

## Problemas generados por los RSU
Las características propias de los residuos sólidos urbanos hacen que estas causen una serie de problemas, que pueden revestir mayor o menor gravedad dependiendo de la situación, cuando no son tratados de la forma adecuada. A continuación, se exponen los efectos más comunes que provocan los RSU:
- Contaminación de las aguas superficiales o subterráneas: los lixiviados, que son los líquidos producidos cuando el agua se mueve por un medio poroso, arrastran las sustancias tóxicas que se generan en los botaderos.[7]Estos contaminan los suelos agrícolas y los cursos de agua con metales pesados como cadmio y plomo.[8]
- Contaminación del mar: la basura que se deja en las playas impacta a la fauna marina. El 46% de los residuos sólidos que se encuentran en las playas de Perú son plásticos. En 2018, se halló a una tortuga muerta por ingesta de plástico.[9]